# Etapa Departamental de Lima 2022
La Etapa Departamental de Lima de la Copa Perú 2022 o Liga Departamental de Lima 2022 fue la edición número 52 de la competición futbolística limeña.

## Sistema de juego
Participan 16 equipos que se clasificaron mediante sus distintas ligas provinciales.
Todos los equipos comienzan desde la fase de octavos de final, emparejándose en llaves de dos equipos en partidos de ida y vuelta, a excepción de la final que se juega a partido único en cancha neutral.
Los dos equipos que lleguen a la final avanzarán a la etapa nacional de la Copa Perú, además de disputarse el título del campeonato.

## Participantes
Las provincias de Barranca, Canta, Cañete, Huaral y Lima contaron con dos representantes. Las provincias de Huarochirí y Huaura contaron con tres representantes.
Las provincias de Cajatambo, Oyón y Yauyos no contaron con representantes debido a inactividad en sus ligas provinciales.
| Provincia  | Club                     | Condición                         |
| ---------- | ------------------------ | --------------------------------- |
| Barranca   | Unión Supe               | Campeón Provincial                |
| Barranca   | Deportivo Miguel Grau    | Subcampeón Provincial             |
| Canta      | Sport Olivar             | Campeón Provincial                |
| Canta      | Unión Santa Rosa         | Subcampeón Provincial             |
| Cañete     | Walter Ormeño            | Campeón Provincial                |
| Cañete     | Deportivo Casa Blanca    | Subcampeón Provincial             |
| Huaral     | Paz Soldán               | Campeón Provincial                |
| Huaral     | Juventud 2001            | Subcampeón Provincial             |
| Huarochirí | Deportivo San Antonio    | Campeón Provincial                |
| Huarochirí | Huarochirí FC            | Subcampeón Provincial             |
| Huarochirí | Atlético Tingo María     | Tercero Provincial                |
| Huaura     | Tito Drago FC            | Campeón Provincial                |
| Huaura     | José De San Martín       | Subcampeón Provincial             |
| Huaura     | Maristas Huacho          | Eliminado Fase 5 - Copa Perú 2021 |
| Lima       | Independiente San Felipe | Campeón Provincial                |
| Lima       | Barranco City            | Subcampeón Provincial             |
| Cajatambo  | Sin Participantes        | Sin Participantes                 |
| Oyón       | Sin Participantes        | Sin Participantes                 |
| Yauyos     | Sin Participantes        | Sin Participantes                 |

## Octavos de final
| Llave | Fecha       | Provincia | Distrito           | Estadio              | Local         | Resultado | Visitante     |
| ----- | ----------- | --------- | ------------------ | -------------------- | ------------- | --------- | ------------- |
| I     | 10 de julio | Lima      | Lurigancho-Chosica | Hernán Solís García  | Huarochirí FC | 1 - 2     | Paz Soldán    |
| I     | 17 de julio | Huaral    | Chancay            | Rómulo Shaw Cisneros | Paz Soldán    | 1 - 1     | Huarochirí FC |

| Llave | Fecha       | Provincia | Distrito | Estadio                | Local              | Resultado | Visitante          |
| ----- | ----------- | --------- | -------- | ---------------------- | ------------------ | --------- | ------------------ |
| II    | 10 de julio | Huaura    | Végueta  | Eleodoro Medina García | José De San Martín | 3 - 0     | Sport Olivar       |
| II    | 17 de julio | Canta     | Canta    | Municipal de Canta     | Sport Olivar       | 1 - 2     | José De San Martín |

| Llave | Fecha       | Provincia | Distrito   | Estadio                   | Local           | Resultado      | Visitante       |
| ----- | ----------- | --------- | ---------- | ------------------------- | --------------- | -------------- | --------------- |
| III   | 10 de julio | Lima      | Miraflores | Niño Héroe Manuel Bonilla | Barranco City   | 2 - 1          | Maristas Huacho |
| III   | 16 de julio | Huaura    | Huacho     | Segundo Aranda Torres     | Maristas Huacho | 2 - 1 (4:5 p.) | Barranco City   |

| Llave | Fecha       | Provincia | Distrito              | Estadio               | Local                 | Resultado | Visitante             |
| ----- | ----------- | --------- | --------------------- | --------------------- | --------------------- | --------- | --------------------- |
| IV    | 10 de julio | Cañete    | San Vicente de Cañete | Roberto Yáñez         | Deportivo Casa Blanca | 1 - 0     | Unión Supe            |
| IV    | 17 de julio | Barranca  | Supe                  | Edgardo Reyes Bolívar | Unión Supe            | 3 - 0     | Deportivo Casa Blanca |

| Llave | Fecha       | Provincia | Distrito              | Estadio              | Local         | Resultado | Visitante     |
| ----- | ----------- | --------- | --------------------- | -------------------- | ------------- | --------- | ------------- |
| V     | 10 de julio | Huaral    | Chancay               | Rómulo Shaw Cisneros | Juventud 2001 | 0 - 1     | Walter Ormeño |
| V     | 17 de julio | Cañete    | San Vicente de Cañete | Roberto Yáñez        | Walter Ormeño | 5 - 0     | Juventud 2001 |

| Llave | Fecha       | Provincia | Distrito   | Estadio            | Local                    | Resultado | Visitante                |
| ----- | ----------- | --------- | ---------- | ------------------ | ------------------------ | --------- | ------------------------ |
| VI    | 10 de julio | Canta     | Canta      | Municipal de Canta | Unión Santa Rosa         | 0 - 6     | Independiente San Felipe |
| VI    | 17 de julio | Lima      | Carabayllo | Ricardo Palma      | Independiente San Felipe | 4 - 0     | Unión Santa Rosa         |

| Llave | Fecha       | Provincia  | Distrito  | Estadio                | Local                | Resultado | Visitante            |
| ----- | ----------- | ---------- | --------- | ---------------------- | -------------------- | --------- | -------------------- |
| VII   | 10 de julio | Huarochirí | San Mateo | Municipal de San Mateo | Atlético Tingo María | 2 - 3     | Tito Drago FC        |
| VII   | 17 de julio | Huaura     | Huacho    | Segundo Aranda Torres  | Tito Drago FC        | 2 - 2     | Atlético Tingo María |

| Llave | Fecha       | Provincia | Distrito           | Estadio               | Local                 | Resultado | Visitante             |
| ----- | ----------- | --------- | ------------------ | --------------------- | --------------------- | --------- | --------------------- |
| VIII  | 10 de julio | Barranca  | Supe               | Edgardo Reyes Bolívar | Deportivo Miguel Grau | 1 - 0     | Deportivo San Antonio |
| VIII  | 17 de julio | Lima      | Lurigancho-Chosica | Hernán Solís García   | Deportivo San Antonio | 2 - 0     | Deportivo Miguel Grau |

## Cuartos de final
| Llave | Fecha       | Provincia | Distrito   | Estadio                   | Local         | Resultado | Visitante     |
| ----- | ----------- | --------- | ---------- | ------------------------- | ------------- | --------- | ------------- |
| A     | 24 de julio | Lima      | Miraflores | Niño Héroe Manuel Bonilla | Barranco City | 1 - 1     | Paz Soldán    |
| A     | 31 de julio | Huaral    | Chancay    | Rómulo Shaw Cisneros      | Paz Soldán    | 2 - 0     | Barranco City |

| Llave | Fecha       | Provincia | Distrito    | Estadio                   | Local              | Resultado | Visitante          |
| ----- | ----------- | --------- | ----------- | ------------------------- | ------------------ | --------- | ------------------ |
| B     | 24 de julio | Huaura    | Santa María | Marcial Villanueva Marcos | José De San Martín | 2 - 0     | Unión Supe         |
| B     | 31 de julio | Barranca  | Supe        | Edgardo Reyes Bolívar     | Unión Supe         | 2 - 1     | José De San Martín |

| Llave | Fecha       | Provincia | Distrito              | Estadio               | Local         | Resultado      | Visitante     |
| ----- | ----------- | --------- | --------------------- | --------------------- | ------------- | -------------- | ------------- |
| C     | 24 de julio | Huaura    | Huacho                | Segundo Aranda Torres | Tito Drago FC | 1 - 0          | Walter Ormeño |
| C     | 31 de julio | Cañete    | San Vicente de Cañete | Roberto Yáñez         | Walter Ormeño | 1 - 0 (2:4 p.) | Tito Drago FC |

| Llave | Fecha       | Provincia  | Distrito  | Estadio                | Local                    | Resultado | Visitante                |
| ----- | ----------- | ---------- | --------- | ---------------------- | ------------------------ | --------- | ------------------------ |
| D     | 23 de julio | Lima       | Lima      | San Marcos             | Independiente San Felipe | 3 - 1     | Deportivo San Antonio    |
| D     | 30 de julio | Huarochirí | San Mateo | Municipal de San Mateo | Deportivo San Antonio    | 0 - 3     | Independiente San Felipe |

## Semifinales
| Llave | Fecha        | Provincia | Distrito | Estadio               | Local         | Resultado | Visitante     |
| ----- | ------------ | --------- | -------- | --------------------- | ------------- | --------- | ------------- |
| 1     | 11 de agosto | Huaral    | Chancay  | Rómulo Shaw Cisneros  | Paz Soldán    | 0 - 0     | Tito Drago FC |
| 1     | 14 de agosto | Huaura    | Huacho   | Segundo Aranda Torres | Tito Drago FC | 1 - 2     | Paz Soldán    |

| Llave | Fecha        | Provincia | Distrito    | Estadio                   | Local                    | Resultado | Visitante                |
| ----- | ------------ | --------- | ----------- | ------------------------- | ------------------------ | --------- | ------------------------ |
| 2     | 6 de agosto  | Lima      | Comas       | Daniel Hernani Tovar      | Independiente San Felipe | 1 - 0     | José De San Martín       |
| 2     | 14 de agosto | Huaura    | Santa María | Marcial Villanueva Marcos | José De San Martín       | 1 - 1     | Independiente San Felipe |

## Final
| Fecha        | Provincia | Distrito    | Estadio                   | Equipo 1   | Resultado      | Equipo 2                 |
| ------------ | --------- | ----------- | ------------------------- | ---------- | -------------- | ------------------------ |
| 21 de agosto | Huaura    | Santa María | Marcial Villanueva Marcos | Paz Soldán | 0 - 0 (5:3 p.) | Independiente San Felipe |

|                                 |                                 |
| Paz Soldán                      | Independiente San Felipe        |
| Campeón                         | Subcampeón                      |
| Clasificado a la Etapa Nacional | Clasificado a la Etapa Nacional |